# Ditrichopsis gymnostoma
Ditrichopsis gymnostoma är en bladmossart som beskrevs av Brotherus 1924. Ditrichopsis gymnostoma ingår i släktet Ditrichopsis och familjen Ditrichaceae. Inga underarter finns listade i Catalogue of Life.